# Kathleen de Vere Taylor
Kathleen de Vere Taylor (Nueva York, c. 1873 - 4 de noviembre de 1949) fue una corredora de bolsa y sufragista estadounidense.

## Trayectoria
Kathleen de Vere Taylor nació en la ciudad de Nueva York. Estudió en Alemania cuando era joven y enseñó música, alemán y francés a su regreso a Nueva York.
Taylor era miembro de varias organizaciones sufragistas y del Club Heterodoxy, un club feminista con sede en Greenwich Village. También estuvo en el comité ejecutivo de la Liga Nacional de Control de la Natalidad. Formó parte del grupo del Partido Nacional de la Mujer de Estados Unidos que organizó un maratón de 24 horas de conferencias sobre el sufragio en la ciudad de Nueva York en octubre de 1913. En 1916 dio un discurso en un almuerzo sobre el sufragio en Washington, fue a Kansas con otros líderes del sufragio, y colaboró en las urnas de Chicago repartiendo folletos sobre el sufragio y contra Wilson. Taylor hizo una declaración pública contra la reelección de James Wolcott Wadsworth, Jr. al Senado en 1920, anunciando en una carta abierta que "Usaré todo el poder que pueda para oponerme a la reelección de cualquier candidato... que se ha opuesto a la voluntad de nuestro Estado y partido en la cuestión del sufragio femenino".
Como corredora de bolsa, Taylor trabajó para la correduría Charles Edey a partir de 1914 y se mudó a Fenner & Beane y otras firmas. Se convirtió en gerente de una sucursal de Harris, Irby & Vose en 1928 y se dice que fue la primera mujer en administrar una oficina de corredores de bolsa en la ciudad de Nueva York. Su oficina empleaba solo mujeres y administraba solo cuentas de mujeres. Mantuvo el negocio hasta el crac del 29. En 1931 pasó a formar parte de Greer, Crane & Webb, y luego en 1941 a Carey, Joost & Patrick. Se retiró de esta última firma en 1947.

## Vida personal
En 1901 se anunció el compromiso de Kathleen de Vere Taylor con S. Carroll Chancellor de Leesburg, Virginia, pero el matrimonio nunca se llevó a cabo. Durante las décadas de 1930 y 1940, Taylor mantuvo un relación estable con Frances Maule Bjorkman, compañera del Club Heterodoxy. Vivieron juntas en Manhattan y luego en Woodstock, Nueva York.